# Astronauta comercial
Um astronauta comercial é uma pessoa treinada para comandar, pilotar ou servir como tripulante de uma nave espacial. Isso é diferente de outros astronautas não governamentais, por exemplo Charles Walker, que voa representando uma organização não governamental, mas com financiamento e/ou treinamento vindo de fontes governamentais.

## Critério
A definição de “astronauta” e o critério para determinar quem realizou um voo espacial tripulado, varia; A FAI define o voo espacial como qualquer voo acima dos 100km de altura. Nos Estados Unidos, astronautas profissionais, militares e comerciais que voam acima de uma altitude de 80km são elegíveis para o recebimento da asa de astronauta. Até 2003, viajantes espaciais profissionais eram patrocinados e treinados unicamente por governos, seja pelos militares ou por agências espaciais civis. Entretanto, com o primeiro voo suborbital do programa privado Scaled Composites Tier One em 2004, a categoria de astronauta comercial foi criada. O próximo programa comercial a atingir um voo suborbital foi o programa SpaceShipTwo da Virgin Galactic em 2018. Os critérios para o status de astronauta comercial em outros países ainda estão para serem tornados públicos.
Em 2021, com o substancial aumento do voo espacial comercial—com os voos suborbitais com passageiros tanto da Virgin Galactic e New Shepard em julho e o primeiro voo orbital particular da SpaceX em setembro de 2021—os papeis e funções das pessoas que forem ao espaço estarão expandindo. Os critérios para uma designação maior do nome "astronauta" se tornou aberto a interpretação. Até mesmo nos EUA, a "FAA, Exército e a NASA tem definições diferentes sobre o assunto e nenhuma delas se encaixa perfeitamente com o que [a Blue Origin e Virgin Galactic] estão fazendo." É até possível que pela definição de astronauta comercial da FAA, os participantes de uma empresa recebam as asas enquanto a da outra não. O SpaceNews relatou que "a Blue Origin premiou a própria versão das asas de astronauta" para os quatro participantes do voo com passageiros, mas não é claro se elas se incluem na classificação da FAA.

## Classificação de astronauta comercial da FAA
Com o surgimento de empresas de voo espacial comercial nos EUA, a FAA enfrentou o desafio de desenvolver um processo de certificação para pilotos de naves comerciais. O Commercial Space Launch Act de 1984 estabeleceu o Office of Commercial Space Transportation e requiriu que as empresas obtivessem uma licença de lançamento para veículos, mas na época o voo comercial tripulados - e o licenciamento de tripulantes - não foi considerado. O Commercial Space Launch Amendments Act levou à criação de um esboço de diretrizes pela FAA em fevereiro de 2005 para a administração certificações para veículos e tripulates. Atualmente, a FAA não liberou uma diretriz regulatória formal para a emissão de um Certificado de Astronauta Comercial, mas como uma medida interina, estabeleceu a pratica de premiar "Asas de Astronautas Comerciais" para pilotos que demonstraram a proficiência requisitada. O conteúdo de 14 CFR Part 460 deixa implícito que um instrumento de classificação é que um certificado médico de segunda classe emitido em até 12 meses antes do voo proposto seja incluído como padrão mínimo.
O Programa de Asas de Astronauta Comercial da FAA é projetado para reconhecer o voo de tripulantes que avancem a missão da FAA de promover a segurança de veículos projetados para o transporte de humanos. Asas de Astronauta são dadas para tripulantes que demonstraram um voo seguro de ida e volta numa missão licenciada pela FAA/AST. Para serem elegíveis para as Asas de Astronauta, os nomeados devem ter os seguintes critérios e devem enviar uma aplicação para a FAA:
- Deve ser um voo licenciado pela FAA;
- Deve ter os requerimentos para as qualificações e treinamento de tripulantes dentro do Título 14 do Código de Regulações Federais, Parte 460; e
- Deve demonstrar um voo além de 80 quilômetros acima da superfície da Terra como tripulantes de um veículo de lançamento e reentrada licenciado ou permitido pela FAA.

## Asas de Astronautas
O emblema das primeiras Asas de Astronauta Comercial emitido em 2004 tinha em seu centro um globo verde, um fundo azul, com o simbolo de astronauta com três pontos sobreposto no topo. Em amarelo ao redor do globo estão as palavras "Commercial Space Transportation" em maiúsculo. Num anel dourado ao redor do fundo azul estão as palavras "Department of Transportation Federal Aviation Administration" em preto. Começando com as asas premiadas para voos em 2018, o design foi simplificado para ser somente o simbolo de astronauta, cercado pelas palavras "Commercial Space Transportation", em dourado num fundo preto.
| Ano de premiação  | País | Asas de Astronauta Comercial |
| ----------------- | ---- | ---------------------------- |
| 2004              | EUA  |                              |
| 2018 - atualmente | EUA  |                              |

## Lista de Astronautas Comerciais
| # | Nome            | Veículo            | Empresa           | Premiador | Data de qualificação    | Altitude máxima | Notas |
| - | --------------- | ------------------ | ----------------- | --------- | ----------------------- | --------------- | --- |
| 1 | Mike Melvill    | SpaceShipOne       | Scaled Composites | FAA       | 21 de junho de 2004     | 100,124 km      | Primeiras Asas de Astronauta Comercial; voo 15P                                                                       |
| 2 | Brian Binnie    | SpaceShipOne       | Scaled Composites | FAA       | 4 de outubro de 2004    | 112,01 km       | Voo 17P |
| 3 | Mark Stucky     | SpaceShipTwo Unity | Virgin Galactic   | FAA       | 13 de dezembro de 2018  | 82,7 km         | Voo VP-03 |
| 4 | CJ Sturckow     | SpaceShipTwo Unity | Virgin Galactic   | FAA       | 13 de dezembro de 2018  | 82,7 km         | Primeiro a ter tanto as Asas de Astronauta da NASA (STS-88) e de Astronauta Comercial (voo VP-03)                     |
| 5 | David Mackay    | SpaceShipTwo Unity | Virgin Galactic   | FAA       | 22 de fevereiro de 2019 | 89,9 km         | Primeira pessoa nascida na Escócia a ir ao espaço; voo VF-01                                                          |
| 6 | Michael Masucci | SpaceShipTwo Unity | Virgin Galactic   | FAA       | 22 de fevereiro de 2019 | 89,9 km         | Voo VF-01 |
| 7 | Beth Moses      | SpaceShipTwo Unity | Virgin Galactic   | FAA       | 22 de fevereiro de 2019 | 89,9 km         | Primeira passageira, primeira mulher (Instrutora-chefe de astronautas e gerente do programa de interiores); voo VF-01 |